# Второй Донской округ
Второй Донской округ — административная единица в области Войска Донского Российской империи и Царицынской (Сталинградской) губернии СССР; окружное управление было в станице Нижне-Чирская.

## География
Площадь территории — 23 219,7 вёрст².

## История
К началу XX века область Войска Донского состояла из 9 округов: 1-го Донского, 2-го Донского, Донецкого, Усть-Медведицкого, Хопёрского, Черкасского, Ростовского, Сальского и Таганрогского.
На 1893 год основное занятие населения: животноводство и коневодство, так же присутствует рыболовство, но меньше, чем в Хоперском и Медведицком округах, виноградарство, хлебопашество, садоводство, огородничество.
В 1918 году из частей Усть-Медведицкого, Донецкого и Хопёрского округов был образован Верхне-Донской.
Казаки округа служили в следующих частях: Лёгкая кавалерия — 4-й Донской графа Платова , 21-й, 38-й, 5-й Донской войскового атамана Власова , 22-й, 39-й, 6-й Донской генерала Краснощёкова , 23-й, 40-й казачьи полки. Конная артиллерия — 4-я, 11-я, 18-я Донские казачьи батареи, отдельные сотни — 2-я, 14-я, 15-я, 16-я, 17-я, запасные сотни — 4-я, 5-я, 6-я.
20 апреля 1919 года Постановлением НКВД было предложено передать Второй Донской округ в состав Царицынской (с 1925 года — Сталинградской) губернии.
4 апреля 1921 года Постановлением ВЦИК это решение было официально утверждено.
В 1928 году упразднён в связи с переходом на районную систему.

## Современное состояние
На территории бывшего Второго Донского округа Области войска Донского сейчас располагаются территории Заветинского, Морозовского, Обливского, Советского, Дубовского районов Ростовской области, Иловлинского, Калачёвского, Котельниковского, Октябрьского, Суровикинского, Чернышковского и Городищенского районов Волгоградской области.

## Население
Численность населения — 239 055 человек (1897).
Из них войсковых казаков — 174 321 чел., дворян — 1602 чел., крестьян — 51 186 чел.

## Административное деление
В 1912 году в состав округа входило 18 станиц и 8 волостей:
| - Бузиновская волость — пос. Царицынско-Бузиновский, - Верхне-Курмоярский юрт — станица Верхне-Курмоярская, при р. Дон, - Верхне-Чирский юрт — станица Верхне-Чирская, при р. Дон, - Голубинский юрт — станица Голубинская, при р. Дон, - Громославская — слобода Громославская, - Добринская — слобода Добрая, - Есауловский юрт — станица Есауловская, при р. Аксенце и озере Рыбном, - Иловлинский юрт — станица Иловлинская, при р. Иловля, | - Калачево-Куртлакская волость — пос. Калачевский, - Карповская волость — слобода Карповка, - Качалинский юрт — станица Качалинская, при рукаве Протоке, - Кобылянский юрт — станица Кобылянская, при р. Дон, - Котлубанская волость — пос. Котлубань, - Краснощековский юрт — станица Краснощековская, - Мариновская волость — слобода Мариновка, - Нагавский юрт — станица Нагавская, при р. Дон, - Нижне-Чирский юрт — станица Нижне-Чирская — окружной центр, при р. Дон, | - Новогригорьевский юрт — станица Новогригорьевская, при р. Дон, - Новопетровская волость — слобода Новопетровская, - Потемкинский юрт — станица Потёмкинская, при р. Дон, - Пятиизбянский юрт — станица Пятиизбянская, при р. Дон, - Сиротинский юрт — станица Сиротинская, при р. Дон, - Старогригорьевский юрт — станица Старогригорьевская, при р. Ширяе, - Таубеевский юрт — станица Таубеевская, - Трёх-Островянский юрт — станица Трёх-Островянская, при р. Дон, - Чернышевский юрт — станица Чернышевская, при р. Чир. |